# Leichtathletik-Länderkämpfe mit bundesdeutscher Beteiligung 1953
| Leichtathletik-Länderkämpfe mit bundesdeutscher Beteiligung 1953 | Leichtathletik-Länderkämpfe mit bundesdeutscher Beteiligung 1953 | Leichtathletik-Länderkämpfe mit bundesdeutscher Beteiligung 1953 | Leichtathletik-Länderkämpfe mit bundesdeutscher Beteiligung 1953 |
| ---------------------------------------------------------------- | ---------------------------------------------------------------- | ---------------------------------------------------------------- | ---------------------------------------------------------------- |
|                                                                  |                                                                  |                                                                  |                                                                  |
| 1. Länderkampf 1953, Straßenlauf (M): AUT – FRG                  |                                                                  |                                                                  |                                                                  |
| Wien 31. Mai 1953                                                | Wien 31. Mai 1953                                                | 1. FRG 2. AUT                                                    | 5:05:02 h 5:15:47 h                                              |
| 2. Länderkampf 1953, Gehen (M): FRG – DNK                        |                                                                  |                                                                  |                                                                  |
| Braunschweig 14. Juni 1953                                       | Braunschweig 14. Juni 1953                                       | 1. FRG 2. DNK                                                    | 28,5 P 15,5 P                                                    |
| 3. Länderkampf 1953, Männer: ITA – FRG                           |                                                                  |                                                                  |                                                                  |
| Mailand 28./29. Juni 1953                                        | Mailand 28./29. Juni 1953                                        | 1. FRG 2. ITA                                                    | 112 P 85 P                                                       |
| 4. Länderkampf 1953, Gehen (M): FRG – SWE                        |                                                                  |                                                                  |                                                                  |
| Skillinge 4./5. Juli 1953                                        | Skillinge 4./5. Juli 1953                                        | 1. SWE 2. FRG                                                    | 32 P 12 P                                                        |
| 5. Länderkampf 1953, Männer: FRG – LUX                           |                                                                  |                                                                  |                                                                  |
| Koblenz 2. August 1953                                           | Koblenz 2. August 1953                                           | 1. FRG 2. LUX                                                    | 105 P 52 P                                                       |
| 6. Länderkampf 1953, Männer: NLD – FRG                           |                                                                  |                                                                  |                                                                  |
| Treebeek 9. August 1953                                          | Treebeek 9. August 1953                                          | 1. FRG 2. NLD                                                    | 187 P 117 P                                                      |
| 7. Länderkampf 1953, Frauen: NLD – FRG                           |                                                                  |                                                                  |                                                                  |
| Treebeek 9. August 1953                                          | Treebeek 9. August 1953                                          | 1. FRG 2. NLD                                                    | 49 P 46 P                                                        |
| 8. Länderkampf 1953, Männer: SUI – FRG                           |                                                                  |                                                                  |                                                                  |
| Zürich 15./16. August 1953                                       | Zürich 15./16. August 1953                                       | 1. FRG 2. SUI                                                    | 128 P 103 P                                                      |
| 9. Länderkampf 1953, Frauen: SUI – FRG                           |                                                                  |                                                                  |                                                                  |
| Zürich 15./16. August 1953                                       | Zürich 15./16. August 1953                                       | 1. FRG 2. SUI                                                    | 79 P 31 P                                                        |
| 10. Länderkampf 1953, Männer: FRG – ENG                          |                                                                  |                                                                  |                                                                  |
| Berlin 29./30. August 1953                                       | Berlin 29./30. August 1953                                       | 1. FRG 2. ENG                                                    | 112 P 94 P                                                       |
| 11. Länderkampf 1953, Frauen: FRG – GBR                          |                                                                  |                                                                  |                                                                  |
| Nienburg 30. August 1953                                         | Nienburg 30. August 1953                                         | 1. GBR 2. FRG                                                    | 49 P 47 P                                                        |
| 12. Länderkampf 1953, Männer: YUG – FRG                          |                                                                  |                                                                  |                                                                  |
| Zagreb 5./6. September 1953                                      | Zagreb 5./6. September 1953                                      | 1. FRG 2. YUG                                                    | 118 P 94 P                                                       |
| 13. Länderkampf 1953, Frauen: FRG – AUT / FRG – YUG              |                                                                  |                                                                  |                                                                  |
| Augsburg 6. September 1953                                       | Augsburg 6. September 1953                                       | 1. FRG 2. AUT                                                    | 56 P 40 P                                                        |
| Augsburg 6. September 1953                                       | Augsburg 6. September 1953                                       | 1. FRG 2. YUG                                                    | 49 P 47 P                                                        |
| 14. Länderkampf 1953, Männer: GRC – FRG                          |                                                                  |                                                                  |                                                                  |
| Athen 9./10. September 1953                                      | Athen 9./10. September 1953                                      | 1. FRG 2. GRC                                                    | 117 P 71 P                                                       |
| 15. Länderkampf 1953. Männer: TUR – FRG                          |                                                                  |                                                                  |                                                                  |
| Istanbul 12./13. September 1953                                  | Istanbul 12./13. September 1953                                  | 1. FRG 2. TUR                                                    | 111 P 81 P                                                       |
| Chronik                                                          |                                                                  |                                                                  |                                                                  |
| ← Länderkämpfe 1952                                              | ← Länderkämpfe 1952                                              | Länderkämpfe 1954 →                                              | Länderkämpfe 1954 →                                              |

Im Jahr 1953 wurden fünfzehn Leichtathletikländerkämpfe mit bundesdeutscher Beteiligung ausgetragen. Bezogen auf die Anzahl der Vergleiche war das ein neuer Rekord. Die bisherige Höchstzahl von Länderkämpfen in einer Saison hatte 1937 bei elf gelegen. Nach Beendigung des Zweiten Weltkriegs war 1953 das dritte Jahr, in dem die neue Bundesrepublik Deutschland wieder Länderkämpfe durchführen konnte. Aufgrund seiner Kriegsschuld war das Land bis einschließlich 1950 vom internationalen Sportgeschehen ausgeschlossen worden.
Aufgeführt sind hier die Begegnungen bundesdeutscher Leichtathleten. Die Sportler der DDR führten nach der deutschen Teilung im Jahr 1949 eigene Veranstaltungen durch.
Es gab zwei reine Geher-Vergleiche, ein Länderkampf wurde alleine im Bereich Straßenlauf durchgeführt. Diese drei Aufeinandertreffen waren den Männern vorbehalten. Es gab auch wieder einen Vergleich, in dem die Frauen gegen zwei gegnerische Länder gleichzeitig antraten. Von den elf übrigen allgemeinen Begegnungen mit jeweils einem gegnerischen Team wurden drei von den Frauen und acht von den Männern ausgetragen. Insgesamt gab es demnach vier Länderkämpfe der Frauen und elf der Männer.

## Bilanz
Im Länderkampfjahr 1953 gab es für die Männer nur eine Niederlage gegenüber zehn Siegen. Einmal mehr mussten sich Deutschlands Leichtathleten den schwedischen Gehern geschlagen geben. Die Männer hatten damit am Ende der Saison in ihren seit dem ersten Länderkampf 1921 insgesamt 89 Vergleichen 75 Siege erzielt und vierzehn Niederlagen erlitten. Nur gegen die USA hatte Deutschland weiterhin noch keinen Erfolg vorzuweisen und unterlag diesem Gegner beim einzigen Vergleich im Jahr 1938. Alle weiteren Bilanzen mit anderen Nationen außer Schweden (negativ) und Finnland (ausgeglichen) waren positiv und außer gegen England 1937 hatte es keine weitere Niederlage gegeben.
Die Frauen bauten ihre positiven Bilanz mit drei Siegen in ihren vier Vergleichen weiter aus. In der Saison 1953 mussten sie nur gegen die Sportlerinnen aus Großbritannien eine hauchdünne Niederlage hinnehmen. Seit dem ersten Frauenländerkampf 1928 hatten sie nun neunzehn Siege errungen, dagegen standen vier Niederlagen. Verloren hatten sie zweimal gegen England, einmal gegen das Britische Empire und nun gegen Großbritannien. Siege hatte es gegeben gegen England, Japan, Italien, Österreich, Jugoslawien, die Niederlande, die Schweiz und Polen. Eine negative Bilanz hatten Deutschlands Leichtathletinnen somit nur gegen England, Großbritannien und das Britische Empire.
In der Gesamtsumme aller Länderkämpfe mit deutscher Beteiligung hatten Deutschlands Leichtathleten von 112 Vergleichen 94 gewonnen und achtzehn verloren. Zwei der Niederlagen stammten dabei aus zweiten Plätzen in von Schweden siegreich gestalteten Länderkämpfen mit mehr als zwei Nationen und eine weitere aus dem von den Niederlanden gewonnenen Straßenlaufwettkampf in der Saison 1951.

## Wertungsmodus
Die Regeln zur Punktevergabe in den Einzeldisziplinen wurden in fast allen Länderkämpfen unter zwei Nationen nach dem üblichen Wertungssystem angewendet, das heißt: Pl. 1: 5 P, Pl. 2: 3 P, …, Pl. 4: 1 P. Nur in den beiden letzten Vergleichen der Männer mit neuen Gegnern am 9./10. September in Athen gegen Griechenland sowie am 12./13. September in Istanbul gegen sie Türkei wurde von diesem Standardsystem abgewichen. Dort erhielt der Sieger jeweils nur vier statt fünf Punkte. In weiteren Begegnungen mussten aufgrund anderer Rahmenbedingungen – mehr als zwei Teilnehmer je Nation in der Wertung oder mehr als ein Gegnerland – andere Regeln zur Punktevergabe zur Anwendung kommen. In den Staffeln wurden die Punkte in den verschiedenen Aufeinandertreffen in unterschiedlicher Form verteilt, es gab hier weiterhin keine Einheitlichkeit.

## Straßenlauf-Länderkampf der Männer gegen Österreich
Am 31. Mai wurde in der österreichischen Hauptstadt Wien ein Vergleich im Straßenlauf ausgetragen. Zum ersten Mal war Österreich der Gegner in einem solchen Aufeinandertreffen. In die Wertung des Rennens über dreißig Kilometer kamen die jeweils drei besten Läufer von vier Startern je Nation. Das Resultat ergab sich durch Addition der durch die gewerteten Athleten erzielten Zeiten. Die Bundesrepublik Deutschland entschied den Vergleich mit mehr als zehn Minuten Vorsprung deutlich für sich.

## Geher-Länderkampf der Männer gegen Dänemark
Auch in der zweiten Länderbegegnung des Jahres 1953 stand ein Vergleich auf dem Programm, der speziell auf eine Disziplin bezogen war. Das Treffen am 14. Juni war ein Wettkampf der Geher, der in Braunschweig ausgetragen wurde. Bisher hatten diese Begegnungen der Geher immer mit Schweden stattgefunden, nun war Dänemark zum ersten Mal der Gegner. Von vier Startern je Land in den beiden Wettbewerben über zehn und 25 Kilometer kamen die jeweils besten drei in die Wertung. Der erste Rang brachte sieben Punkte, der zweite fünf, der dritte vier usw. Der sechste Platz wurde noch mit einem Punkt belohnt. Deutschland gewann den Länderkampf mit 28,5 zu 15,5 Punkten.

## Länderkampf der Männer gegen Italien
Den dritten Ländervergleich der Saison 1953 trugen die bundesdeutschen Männer gegen Italien aus. Fünf Mal waren die beiden Nationen in Wettbewerben zuvor bereits aufeinander getroffen. Alle diese Begegnungen hatte Deutschland siegreich beendet. Am 28./29. Juni 1953 wurde diese sechste Begegnung der beiden Länder in der italienischen Stadt Mailand veranstaltet. Auch diesmal lagen die bundesdeutschen Sportler mit 112 zu 85 Punkten am Ende wieder deutlich vorn.

## Geher-Länderkampf der Männer gegen Schweden
Die vierte Begegnung der deutschen Leichtathleten im Jahr 1953 bestand in einem weiteren reinen Vergleich der Geher, der wie schon fünf Mal zuvor mit Schweden veranstaltet wurde. Drei dieser Begegnungen hatte Schweden für sich entschieden. Diesmal wurde der Wettbewerb über zwei Gehstrecken am 4./5. Juli im schwedischen Skillinge ausgetragen. Die Punkte wurden verteilt wie im Geher-Vergleich mit Dänemark drei Wochen vorher. Mit 32 zu zwölf Punkten kamen Schwedens Geher zu ihrem vierten Sieg über Deutschland und brachten den bundesdeutschen Männern die einzige Länderkampf-Niederlage der Saison 1953 bei.

## Länderkampf der Männer gegen Luxemburg
Im fünften Vergleich des Jahres traten die Männer zum jetzt vierten Mal gegen Luxemburg an. Gastgeber am 2. August war die Stadt Koblenz. Gewertet wurde in den Einzeldisziplinen nach dem Standardsystem, in den Staffeln gab es fünf zu zwei Punkte. Die Leichtathleten der Bundesrepublik Deutschland siegten wieder sehr deutlich mit 105 zu 52 Punkten.

## Länderkampf der Männer gegen die Niederlande
Den sechsten Vergleich des Jahres trugen die bundesdeutschen Leichtathleten gegen die Niederlande aus. Die Begegnung fand gleichzeitig mit dem Länderkampf der Frauen gegen denselben Gegner am 9. August im niederländischen Treebeek statt. Im Aufeinandertreffen der Männer traten die beiden Mannschaften mit jeweils drei Athleten pro Disziplin an, sodass die Standardwertung nicht zur Anwendung kommen konnte. Stattdessen brachte Rang eins in der Einzelwertung sieben Punkte, Rang zwei fünf, Rang drei vier usw. Rang sechs wurde noch mit einem Punkt belohnt. In den Staffeln wurden die Punkte mit sieben zu vier verteilt. Die Bundesrepublik Deutschland siegte mit 187 zu 117 Punkten.

## Länderkampf der Frauen gegen die Niederlande
Im siebten Vergleich des Jahres wurden auch die bundesdeutschen Leichtathletinnen aktiv. Sie schlossen sich in ihrem Aufeinandertreffen mit den Niederlanden am 9. August in Treebeek den Männern an. Die Begegnung der Frauen wurde wie üblich mit jeweils zwei Athletinnen je Team und Disziplin durchgeführt, sodass die Standardwertung angewendet werden konnte. In der Staffeln gab es fünf zu zwei Punkte. Die bundesdeutschen Sportlerinnen entschieden auch den fünften Wettkampf mit den Niederländerinnen für sich, diesmal sehr knapp mit 49 zu 46 Punkten.

## Länderkampf der Männer gegen die Schweiz
Im Vergleich Nummer acht der Saison 1953 führten die Männer die vom Beginn der Geschichte mit deutschen Leichtathletik-Länderkämpfen im Jahr 1921 bis einschließlich 1938 geübte und ab 1951 wieder aufgenommene Tradition von alljährlichen Begegnungen mit der Schweiz weiter fort. Schon im ersten Länderkampfjahr nach dem Zweiten Weltkrieg hatten die beiden Verbände 1951 diese Tradition wieder aufleben lassen. Am 15./16. August wurde die Veranstaltung in der Schweizer Stadt Zürich ausgetragen. Im zwanzigsten Aufeinandertreffen der beiden Länder. wurde gewertet wie im Vorjahr: in den Einzelwertungen nach dem Standardsystem, in den Staffeln mit fünf zu drei Punkten. Wie in allen früheren Begegnungen mit der Schweiz lagen die bundesdeutschen Leichtathleten vorn, diesmal mit 128 zu 103 Punkten.

## Länderkampf der Frauen gegen die Schweiz
Wie schon am 9. August in Treebeek trugen die Frauen am 15./16. August 1953 in Zürich parallel zu den Männern ihren Länderkampf gegen die Schweiz aus, ihren dritten mit diesem Gegner. Es war der insgesamt neunte Ländervergleich der Saison. Gewertet wurde sowohl in den Einzeldisziplinen als auch in der Staffel wie bei den Männern. Die Gesamtwertung gewannen die bundesdeutschen Frauen deutlich mit 79 zu 31 Punkten.

## Länderkampf der Männer gegen England
Im zehnten Vergleich des Jahres gab es nach dem letzten Treffen 1939 wieder eine Begegnung mit England. Es war die fünfte Begegnung der beiden Teams, die am 29./30. August in Berlin ausgetragen wurde. Drei Mal hatte es deutsche Siege gegeben, einmal einen englischen. Auch hier wurde in den Einzeldisziplinen die Standardwertung angewendet. In den Staffeln wurden die Punkte mit drei zu eins vergeben. Die Bundesrepublik Deutschland lag mit 112 zu 94 Punkten am Ende wieder vorn.

## Länderkampf der Frauen gegen Großbritannien
Im elften Vergleich des Jahres waren wieder die Frauen an der Reihe. In Nienburg an der Weser traten sie am 30. August gegen Großbritannien an, demselben Wochenende des Länderkampfs der Männer gegen England in Berlin. Drei Mal hatte es Begegnungen deutscher Leichtathletinnen mit England gegeben, nie zuvor jedoch mit dem Vereinigten Königreich. In den Einzeldisziplinen wurden die Punkte standardmäßig verteilt. in der Staffel mit fünf zu drei. Die Bundesrepublik Deutschland musste sich hier mit 47 zu 49 Punkten am Ende äußerst knapp geschlagen geben.

## Länderkampf der Männer gegen Jugoslawien
Im zwölften Vergleich des Jahres trafen die bundesdeutschen Leichtathleten auf Jugoslawien. Die Begegnung fand am 5./6. September in der jugoslawischen Stadt Zagreb statt. Es war das dritte Aufeinandertreffen der beiden Länder. Die beiden vorangegangenen Länderkämpfe, die schon viele Jahre zurück lagen, hatten Deutschlands Sportler für sich entschieden. In den Einzelwettbewerben wurde standardmäßig gewertet, in den Staffeln mit sieben zu vier Punkten. Die Bundesrepublik Deutschland siegte mit 118 zu 94 Punkten.

## Länderkampf der Frauen gegen Österreich und gegen Jugoslawien
Im dreizehnten Vergleich des Jahres stand auch in diesem Jahr wieder ein Länderkampf mit zwei Gegnern gleichzeitig auf dem Programm, den die Frauen durchführten. Die Gegnerinnen kamen wie auch in den bisherigen Begegnungen dieser Art aus Österreich und Jugoslawien. Die Aufeinandertreffen wurden einmal gegen Österreich und zum anderen gegen Jugoslawien getrennt gewertet. Gastgeber der Begegnung am 6. September war die Stadt Augsburg. Zuvor hatten die deutschen Leichtathletinnen alle diese Vergleiche für sich entschieden. Die Bundesrepublik Deutschland siegte auch diesmal mit 56 zu vierzig Punkten gegen Österreich und mit 49 zu 47 Punkten sehr knapp gegen Jugoslawien.

## Länderkampf der Männer gegen Griechenland
Der vierzehnte Vergleich brachte den bundesdeutschen Männern mit Griechenland wieder einen neuen Gegner. Die mit dem Länderkampf gegen Jugoslawien am 5./6. September in Zagreb begonnene Wettkampfreise wurde am 9./10. September in der griechischen Hauptstadt Athen fortgesetzt. Hier kam ausnahmsweise wie auch im nachfolgenden Vergleich in den Einzeldisziplinen nicht die Standardwertung zur Anwendung. Stattdessen erhielten die Sieger nur jeweils vier statt fünf Punkte. In den Staffeln wurden die Punkte mit drei zu eins vergeben. Deutschland siegte mit 117 zu 71 Punkten.

## Länderkampf der Männer gegen die Türkei
Auch im fünfzehnten und letzten Vergleich der Saison 1953 trafen die bundesdeutschen Männer mit der Türkei ein weiteres Mal auf einen neuen Gegner. Am 12./13. September wurde die Begegnung in der türkischen Stadt Istanbul ausgetragen, womit die Länderkampfreise beendet wurde. Ebenso wie im Vergleich zuvor mit Griechenland wurden die Einzeldisziplinen nicht standardmäßig gewertet. Die Sieger erhielten auch hier nur jeweils vier statt fünf Punkte. In den Staffeln wurde mit fünf zu drei gewertet. Die Bundesrepublik Deutschland besiegte die Türkei mit 111 zu 81 Punkten.